# Santa Catalina (Santiago del Estero)
Santa Catalina ist ein Ort im Departamento Guasayán der argentinischen Provinz Santiago del Estero. Santa Catalina befindet sich ungefähr auf der Mitte zwischen den beiden Provinzhauptstädten Santiago del Estero und San Fernando del Valle de Catamarca. In unmittelbarer Nähe befindet sich östlich des Ortes die Sierra de Guasayán.